# Кердик
Ке́рдик (др.-англ. Ċerdiċ; /ˈtʃɜːrdɪtʃ/; лат. Cerdicus; умер в VI веке) — первый король Гевисса (Уэссекса) в первой половине VI века; основатель Уэссекской династии.
В «Англосаксонской хронике» указывается, что он прибыл в Британию в 495 году вместе с сыном Кинриком и, одержав несколько побед над бриттами, обосновался в месте, названном «Брод Кердика» (в Южном Гэмпшире). В 519 году Кердик принял королевский титул и умер в 534 году.
Однако современные нам исследователи пересматривают как эту хронологию, так и происхождение самого Кердика. Его имя имеет бриттское происхождение, поэтому, возможно, он либо был бриттом, либо происходил из семьи, которая ранее обосновалась в Британии и в которой прибывшие германцы смешивались с романо-британским населением. Также современные исследователи считают вероятным, что Кердик мог править не в Южном Гэмпшире, а в долине реки Темзы. Согласно реконструкции оригинала «Списка королей западных саксов», время правления Кердика нужно относить примерно к 538—554 годам.
Кердик считается основателем Уэссекской династии, называемой также «дом Кердика». Все поздние правители Уэссекса возводили к нему своё происхождение. Потомки Кердика правили различными частями Британии (в том числе, Англией) до 1066 года.

## Происхождение и этимология имени
В «Англосаксонской хронике» приводятся генеалогии англосаксонских королей, в которой происхождение Кердика прослеживается вплоть до Одина и библейских патриархов. Исследовавший их Кеннет Сисэм доказал, что эта родословная была создана с некоторыми изменениями из генеалогии королей Берниции и, соответственно, не имеет исторической основы. Отцом Кердика в этом родословии показан Элеса, который некоторыми учёными отождествляется с романо-британским «начальником региона» Эласием, встреченным епископом Германом Осерским.
Многие современные исследователи считают, что имя «Кердик» (др.-англ. Ċerdiċ) имеет скорее бриттское, чем германское происхождение. Согласно этой гипотезе, оно происходит от бриттского имени «Каратик» (лат. Caraticos) или Коротик (лат. Corotīcos), древневаллийской формой которого было «Керетик» (др.-валл. Ceretic). Барбара Йорк указывает, что трудно представить, чтобы обладающий таким именем человек мог приплыть прямо из Германии. По её мнению, вероятнее, Кердик происходил из семьи, которая уже жила в Британии, смешиваясь с местным романо-британским населением. По другой версии он мог быть и коренным бритом, предки которого англицизировались. Исследовательница полагает, что Кердик, скорее всего, жил в долине Темзы, где германцы селились уже в V веке. Она не исключает, что именно поэтому некоторые потомки Кердика (Кевлин, Кедда и Кэдвалла) носили имена, которые тоже, скорее всего, были не германскими по происхождению.

Миграции германских племён в Британию в V веке

Ещё одно предположение высказал М. Моррис, который заметил, что, согласно «Англосаксонской хронике» по имени сакса Порта был назван Портсмут, а по имени родича Кердика Витгара — остров Уайт. Однако достоверно известно, что эти названия происходят от римских поселений Портус и Векта, из чего сделал вывод, что наоборот личные имена саксов составители хроники давали по названию мест. На основании этого, исследователь не исключает, что и имя Кердик задним числом было присвоено основателю династии от названия места «Брод Кердика», в котором тот по легенде высадился. Барбара Йорк также отмечает, что имя бритского короля Натанлеод (др.-англ. Natanleod), по имени которого, согласно хронике, был назван «Натанов луг» (современный Нетли-Марш в Гэмпшире), восходит к древнегерманскому названию, означавшему «Мокрый лес».
Средневековые хронисты и писатели приводили ещё несколько версий основания Уэссекса, отличной от традиционной, восходящей к «Англосаксонской хронике». В «Хронике» Джона Гластонберийского указывается, что Кердик с переменным успехом сражался против короля Артура, пока оба соперника не заключили договор, по которому Кердик получил «территорию Уэссекса» в качестве своего королевства. Ранульф Хигден во «Всеобщей хронике» также сообщает о том, что Артур отдал Кердику Уэссекс в 519 году в качестве наследственного владения, которое было возведено в ранг герцогства, после чего тот правил как региональный король под властью Артура. В XX веке Джеффри Эш в работе «Открытие Артура» называл Кердика сыном Артура, передавшего тому Уэссекс в качестве наследственного владения; его гипотеза основана на средневековом романе, в котором среди детей короля Артура есть Кердик. Ещё одну гипотезу приводит в «Истории Камбрии» Хамфри Ллойд, который на основании валлийских источников изображал Кердика бриттом, который привёл «гевиссов» из Гвента в Глостершир, а оттуда — в Гэмпшир, где основал Уэссекс.
Сторонником бриттского происхождения Кердика является Дэвид Хьюз. Он указывает, что, согласно археологическим раскопкам, в первой половине VI века Уэссекс ещё был населён бриттами и здесь отсутствуют раннесаксонские географические названия. Хьюз полагает, что Кердик был местным бриттским правителем, нанимавшим саксов в качестве наёмников, а позже его сделали саксом из соображений политкорректности, ибо притязания королей Уэссекса на сюзеренитет над всей английской нацией не могли основываться на неанглийском происхождении королевского дома. Одним из доказательств бриттского происхождения Кердика он считает тот факт, что англосаксонских рукописях не используется устоявшейся форма имени Кердика. Кроме того, имя, по мнению многих исследователей, происходит от имени бриттского короля доримской эпохи Каратака (лат. Caratacus, I век до н. э.) и было весьма популярно среди бриттских правителей V—VII веков. В ранних источниках Кердик упоминается как «герцог гевиссов» (лат. dux gewissorum); Хьюз указывает, что этот же титул носил Вортигерн до того, как стал королём Британии. Само племя гевиссов, которое, согласно Беде Достопочтенному, позже стало называться западными саксами, исследователь считает изначально не саксонским, а бриттским, англицизировавшимся в англосаксонскую эпоху.
Ещё одним аргументов в пользу бриттского происхождения Кердика Хьюз считает свидетельство Гильды в сочинении «О погибели Британии»; там написано, победа бриттов в битве при Бадонском Холме была настолько серьёзной, что целое затем целое их поколение не знало нападений «варваров». Историк полагает, что, поскольку живший в этот период Кердик часто воевал с бриттами, Гильда считал его не «варваром», а бриттом — правителем одного из бриттских региональных королевств, которые нередко нанимали саксов в качестве наёмников. Существует несколько теорий о происхождении названия «гевисс»: по первой термин означает «соотечественники» и первоначально относился к бриттским ополченцам; по второй — является искажением слова «Gleuissae», происходящего от латинского «Gleuenses», означающего «жители Глостера»; по третьей слово означает «гвентцы» или «люди Гвента», что относится к территориальному происхождению племени, которое мигрировало из Уэльса в Уэссекс. Хьюз склоняется в пользу третьей версии. Он указывает, что, по мнению многих исследователей, именно Кердик привёл гевиссов сначала в Глостершир, а потом в Гэмпшир. Историк считает, что первоначальным местом обитания гевиссов был именно Гвент, отождествляя Кердика с гвентским принцем Карадоком, сыном Элисега. В пользу этого он приводит мнение Джона Риса, который указывал, что имя «Элеза» (Elesa), которое носил отец Кердика Уэссекского, очень похоже на валлийское имя «Элиза» (Elise), а имя отца Карадока Гвентского — Элисег (Eliseg) — является его формой. Если Кердик действительно был гвентским принцем, после битвы при Бадонском Холме он мог стать правителем зависимой от бриттов области в долине Темзы.
Некоторые средневековые историки также отождествляли Кердика с Карадоком, сыном Брана Благословенного. В «Книге Талиесина» тот назван «Кадейр Вледик» и показан одним из трёх главных военачальников, охранявших «страну». Однако, по мнению Хьюза, здесь возникла путаница из-за ошибочного отождествления Карадока ап Брана и Карадавком (Karadawc), единокровным братом Юдафа Старого.
Дж. Н. Л. Майрс отметил, что, когда Кердик и Кинрик впервые появляются в «Англосаксонской хронике» в 495 году, они описываются как элдормены, что в то время было довольно невысоким рангом. Историк замечает:
Поэтому странно обнаружить, что здесь оно используется для описания лидеров якобы независимой группы захватчиков, чье происхождение и авторитет не указаны иным образом. Очень похоже, это намекает на то, что Кердик и его люди обязаны своим положением тому, что уже занимались административными делами под римской властью в этой части саксонского побережья.
 Более того, только в 519 году Кердик и Кинрик записаны как «начинающие правление», что предполагает, что они перестали быть зависимыми вассалами или элдорменами и стали самостоятельными королями в своём праве. Подводя итог, Майрс полагает, что, 
Таким образом, возможно … подумать о Кердике, как о главе частично британской благородной семьи с обширными территориальными интересами в западной части саксонского побережья. Как таковому ему вполне могла быть доверена в последние дни римской или суб-римской власти её защита. Тогда он был бы тем, кого в более поздней англосаксонской терминологии можно было назвать элдорменом. … Если бы такое доминирующее местное семейство, как семья Кердика, уже установило кровные связи с существовавшими саксонскими и ютскими поселенцами на этом конце Саксонского побережья, у него вполне мог возникнуть соблазн, как только эффективная римская власть угаснет, пойти дальше, взять дела в свои руки, и после устранения всех уцелевших очагов сопротивления со стороны конкурирующих британских вождей, таких как таинственный Натанлеод из анналов за 508 год, оно могло бы «начать править», не признавая в будущем какой-либо власти над собой.

## Биография

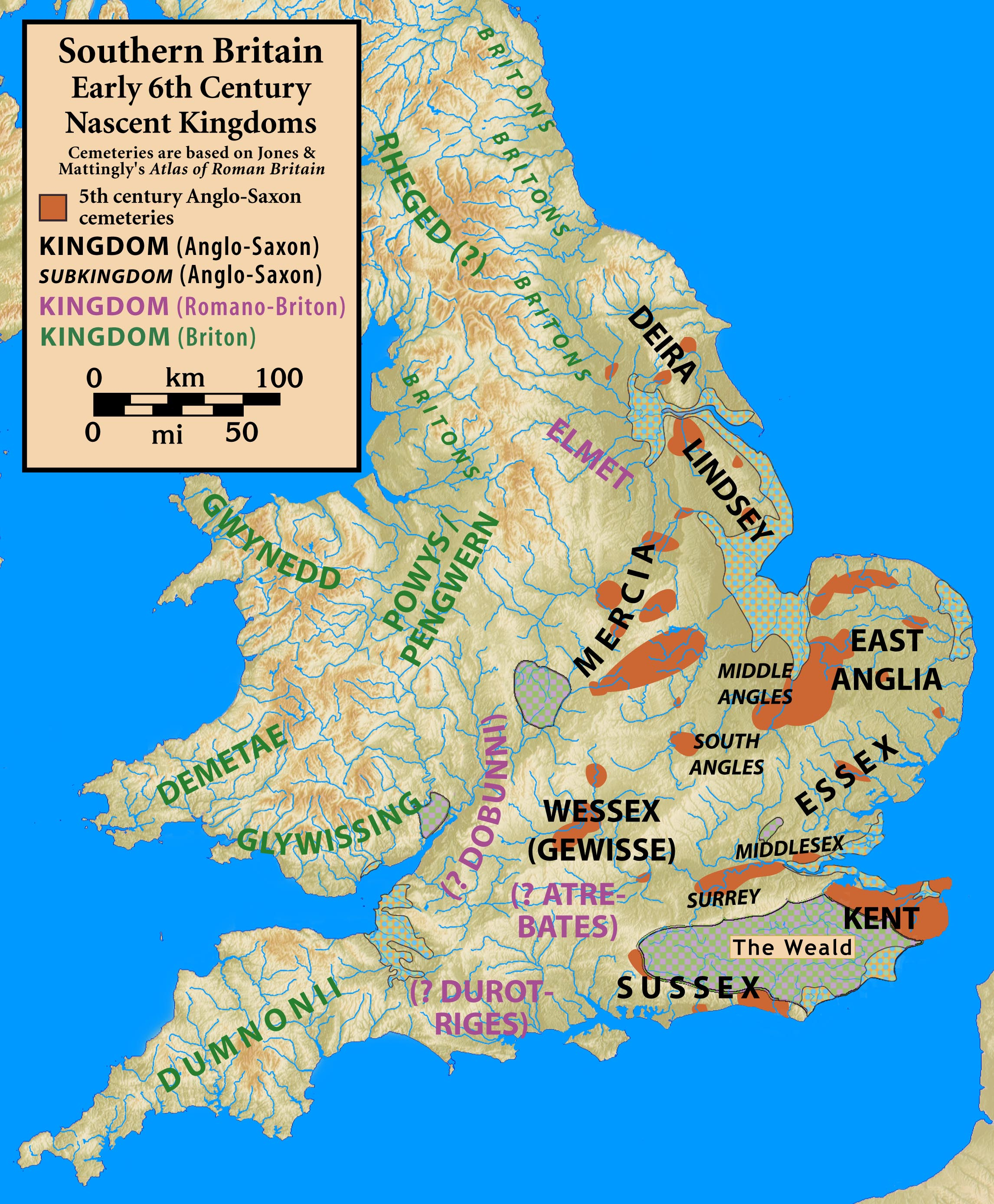
Британия в начале VI века

Биографические сведения о Кердике приводятся в «Англосаксонской хронике». Согласно ей, он прибыл в 494 или 495 году в Британию на 5 кораблях вместе с сыном Кинриком. Он высадился в месте, позже названном «Брод Кердика» (др.-англ. Cerdicesora) в Южном Гэмпшире, где сразу же был атакован бриттами. В 508 году Кердик разбил бритов, убив короля по имени Наталлеод и 5 тысяч людей с ним. «Англосаксонская хроника» указывает, что этого вся область до Брода Кердика получила название «Натанов луг» (др.-англ. Natanleag).
В 514 году в Британию приплыли ещё западные саксы на 3 кораблях, высадившись у Брода Кердика, а их предводители Стуф и Вихтгар разбили бриттов. В 519 году уже Кердик и Кинрик разбили бриттов в битве при Сертисфорде (это место в X веке отождествлялось с современным Чарфордом), после чего стали королями Уэссекса. В 527 году они вновь сражались с бриттами в месте, которое получило название «Кердиков луг» (др.-англ. Cerdicerleag). Последним зафиксированным в хронике деянием был захват острова Уайт в 530 году, вероятно, в интересах своих родственников Суфа и Вихтгара.
Однако, как указывает Барбара Йорк, существуют непреодолимые проблемы, которые не позволяют воспринимать сообщения «Англосаксонской хроники» как точную историческую запись. В первую очередь, это касается хронологии. Многие исследователи отмечали, что некоторые события повторялись с интервалом в 19 лет. В частности, сообщение о прибытии Кердика в Британию в 495 году фактически дублирует сообщение за 514 год, в котором говорится о том, как западные саксы приплыли на «Берег Кердика». Исследовательница полагает, что подобное дублирование могло оказаться следствием ошибки при копировании или неправильной интерпретации событий из ранних источников. Одним из них могла быть созданная после обращения саксов в христианство «Пасхальная таблица Дионисия Малого», записи в которой группировались в девятнадцатилетние циклы. По мнению некоторых исследователей, целью дублирования информации могло быть и сокрытие периода между 500 и 550 годами, когда англосаксы терпели поражения от бриттов.
При этом прибытие на небольшом количестве кораблей пары основателей, по мнению некоторых современных исследователей, скорее всего, является англосаксонской легендой, являющейся частью более широкой индоевропейской традиции.

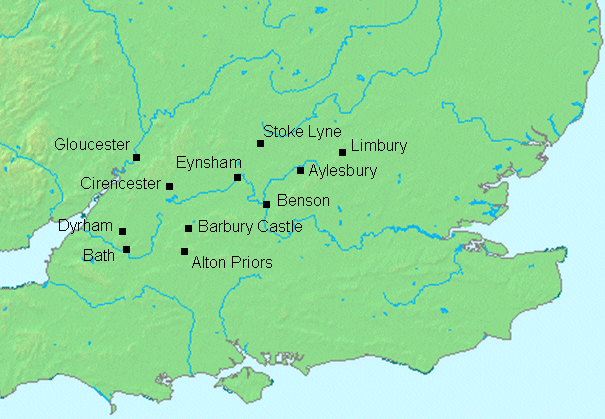
Поселения саксов в долине Темзы, перечисленные в «Англосаксонской хроникой» во время правления короля Кевлина

Указанные в «Англосаксонской хронике» даты правления Кердика (519—534 годы) соответствуют 16-летней продолжительности, отведённой ему в «Генеалогическом списке правителей западных саксов», однако в других записях существуют расхождения с хроникой. В результате даты правления ранних представителей Уэссекской династии могут быть установлены только приблизительно. Современные исследователи полгают, что указанные в «Англосаксонской хроники» даты правления Кердика следует отнести к более позднему периоду. На основании всех сохранившихся рукописей списка и «Англосаксонской хроники» Дэвид Дамвилл попытался реконструировать годы правления первых королей Уэссекса. Согласно его исследованию, Кердик мог править примерно в 538—554 годах.
Кроме того, некоторые современные исследователи высказывали сомнения в том, что Кердик правил на территории современного Гэмпшира и острова Уайт. Б. Йорк указывает, что эти места в VI веке контролировались ютами. Беда Достопочтенный указывает, что западные саксы изначально поселились не в Гэмпшире, а в долине Темзы. Позже в тех местах — в Дорчестере-на-Темзе — была основана первая в Уэссексе епископская кафедра. И именно в долине Темзы, согласно археологическим раскопкам, располагались первые поселения саксов. Кроме того, та же «Англосаксонская хроника» указывает, что один из ближайших преемников Кердика, Кевлин, в 570-е — 580-е годы захватил много поселений, расположенных именно в этой области.

## Наследство
Смерть Кердика «Англосаксонская хроника» относит к 534 году, но, согласно исследованию Д. Дамвила, он умер около 554 года. В качестве наследника показан сын Кинрик, правивший 26 лет. Однако в двух английских генеалогических списках (Коллекции англов и, возможно, производном от него «Генеалогическом списке правителей западных саксов») между Кердиком и Кирриком указывается ещё один правитель — Креода, названный сыном первого и отцом второго. Упоминается имя Креоды и в «Жизни короля Альфреда» Ассера при перечислении его предков по отцовской линии, хотя при упоминании предков матери Альфреда Киррик назван сыном Кердика, а имя Креоды отсутствует.
Существует несколько гипотез по поводу отсутствия имени Креоды в некоторых первоисточниках. По одной его имя присутствовало в ранних хрониках, но было по политическим мотивам удалено из поздних. Д. П. Кирби предложил другое объяснение: по его мнению, Креода был современником Кердика и Кинрика и управлял саксами в долине Темзы, в то время как они сами правили в Гэмпшире. По мнению исследователя, тот мог быть предком некоторых более поздних королей Уэссекса — Кевлина, Кэдваллы и Ине, но когда происхождение от Кердика стало обязательным для правителей Уэссекса, его задним числом приписали к основанной тем династии. Ещё одно предположение высказывал У. Стивенсон, который полагал, что источники путали Креоду и Кердика; по мнению исследователя, некоторые из более поздних действий первого короля Уэссекса были приписаны ему ошибочно, а на самом деле их совершали Креода и Кинрик.
Как указывает Б. Йорк, к VII веку, по-видимому, для всех претендентов на трон в Уэссексе стало считаться необходимым происхождение от Кердика. В результате «Англосаксонской хронике» и списках правителей даже при отсутствии другой генеалогической информации утверждается, что «его род восходит к Кердику». В результате именно Кердик считается родоначальником династии королей Уэссекса, именуемой также «дом Кердика» (англ. House of Cerdic).

## Захоронение
В хартии, датированной 900 годом, в которой англосаксонский король Эдуард Старший даровал Уинчестерскому собору 10 гайд земли, которая сейчас находится в составе прихода Сент-Мэри-Бурн в Гэмпшире, были указаны границы, в том числе «Ceardices Beorg», что в переводе с древнеанглийского языка означает «Курган Кердика». В указанном месте, вдохновившись академическими исследованиями Джорджа Гранди, историк Пол Харпер в апреле 2024 года сообщил, что обнаружил могильный курган. По его мнению, он представляет захоронение короля Кердика, идентифицированное в исторических записях Совета графства Гэмпшир. Хотя эта земля была распахана, по данным проведённой в 1960-х и 1970-х годах аэрофотосъёмки, недалеко от Андовера сохранились следы кургана диаметром в 72 фута (21,9 метра) и высотой до 12 футов (3,6 метра).
Курган располагался на холме недалеко от огромного рва рядом с древней тропой, известной как «Харроу-Уэй» между Кентом и Девоном, которую во время Бронзового века использовали торговцы оловом. Неподалёку проходила и старая римская дорога между Старым Сарумом в Уилтшире и Силчестером в Гэмпшире, известная как «Портвей». При этом Харпер не исключает, что для захоронения Кердика был повторно использован курган, созданный в Бронзовом веке, что было широко распространено в ранний англосаксонский период истории. По мнению Харпера, место захоронения было выбрано не случайно, было «публичным заявлением о власти вблизи древних дорог и предупреждением его врагам в Уилтшире, которые не могли не заметить огромный курган» и «демонстрировало, что эта земля принадлежит династии Кердика».

## В культуре
Кердик является одним из действующих лиц в фильме 2004 года «Король Артур», его играет Стеллан Скарсгард.
Возможно, что именно на основании имени Кердика Вальтер Скотт придумал имя «Седрик» (англ. Cedric), которое использовал для одного из персонажей романа «Айвенго» (1819 год) — Седрика из Ротервуда, написав его с ошибкой. Позже это же имя получил главный герой романа Фрэнсис Бёрнетт «Маленький лорд Фаунтлерой» (1886 год), что сделало это имя достаточно популярным.